# هامونگوس انترتینمنت
هامونگوس اینترتینمنت (انگلیسی: Humongous Entertainment) شرکت بازی ویدئویی آمریکایی است، که در سال ۱۹۹۲ توسط رون گیلبرت تأسیس شد.